# Хеннесси, Джон Лерой
Джон Лерой Хеннесси (англ. John LeRoy Hennessy; р. 22 сентября 1952) — американский учёный в области информатики, специалист по проектированию микропроцессоров. Сооснователь корпорации MIPS, президент (ректор) Стэнфордского университета (с 2000 года), лауреат премии Тьюринга (2017).
Степень бакалавра по электротехнике получил в Университете Вилланова, степень магистра и PhD в области информатики — в Университете Стоуни-Брук (Нью-Йорк).
Начал работать в Стэнфордском университете в 1977 году. Для коммерциализации результатов собственных исследований в области RISC-процессоров участвовал в создании компании MIPS.
В 2002 году вошел в совет директоров Cisco Systems. Входит в совет директоров Google с 2004 года.
Награды и сообщества:
- Премия Эмануэля Пиора (1994)
- Действительный член Ассоциации вычислительной техники[4] (1997)
- Медаль фон Неймана IEEE (вместе с Дэвидом Паттерсоном) (2000)
- Премия Эккерта — Мокли (2001)
- C&C Prize (2004)
- Медаль почёта IEEE[5] за «pioneering the RISC processor architecture and for leadership in computer engineering and higher education.»[6]
- Премия Окава (2016)
- Премия Тьюринга (2017)
- Премия Дрейпера (2022) совместно с Софи Уилсон, Дэвидом Паттерсоном и Стивеном Фербером «за вклад в изобретение, разработку и внедрение процессоров с сокращённым набором команд (RISC).»[7]